# Melalli, Hassan
Melalli là một làng thuộc tehsil Hassan, huyện Hassan, bang Karnataka, Ấn Độ.